# Ignaz Schlomer
Jacob Ignaz Schlomer (geboren 29. Mai 1875 in Lübeck; gestorben 7. September 1923 in Berlin) war ein deutscher Arzt und Abgeordneter.

## Leben
Ignaz Schlomer stammte aus einer orthodoxen jüdischen Familie, die im 18. Jahrhundert aus Böhmen nach Lübeck-Moisling gekommen war. Er war ein Sohn des Lübecker Kaufmanns Eisak Jacob Schlomer (1845–1914) und dessen Ehefrau Bertha, geb. Meyer (1847–1924). Der Pferdehändler, Gemeindeälteste und Bürgerschaftsabgeordnete Abraham Schlomer war sein Großonkel.
Nach dem Besuch des Katharineums bis zum Abitur 1893 studierte er Humanmedizin an den Universitäten Freiburg, Kiel und Berlin. 1898 wurde er in Kiel mit einer von Heinrich Irenaeus Quincke betreuten Dissertation zum Dr. med. promoviert. Seit seiner Freiburger Zeit war er mit Robert Grumbach und Ludwig Frank befreundet.
Ab 1901 praktizierte er in Lübeck. Er engagierte sich für die Sozialdemokratie; eine enge Freundschaft entwickelte sich zu Rudolf Wissell. Seit dessen Gründung war er Mitglied im Sozialdemokratischen Ärzteverein.
Von 1909 bis 1915 gehörte Schlomer der Lübecker Bürgerschaft an. Mit seiner Wahl waren erstmals drei jüdische Abgeordnete im Parlament des Stadtstaates vertreten, neben Schlomer waren das Siegfried Mühsam und Hermann Meyer.
Seit seiner Militärzeit war Schlomer Militärarzt der Reserve, zuerst Assistenzarzt, ab 1904 Oberarzt, zuletzt Stabsarzt. Als er bei der Reichstagswahl 1907 öffentlich für Theodor Schwartz, den Kandidaten der Sozialdemokratischen Partei Deutschlands eintrat, wurde gegen ihn eine Untersuchung eingeleitet, ob er als Sozialdemokrat noch Reservearzt sein konnte. „Daß er Jude war, damit hatte man sich wohl abgefunden, aber sein öffentliches Eintreten für die Sozialdemokratie schien doch dem Wehrkreiskommandanten ganz untragbar zu sein.“ Schlomer ließ sich daraufhin aus der Reserveliste streichen.
Wegen einer schweren Krankheit gab Schlomer seine Lübecker Praxis auf und zog nach Berlin. Spätestens ab 1918 war er am Städtischen Krankenhaus in Berlin-Neukölln, dem heutigen Vivantes Klinikum Neukölln, tätig. Er verstarb im Alter von 48 Jahren im Krankenhaus der Jüdischen Gemeinde Berlin.
Seit 1905 war er verheiratet mit der Lehrerin Else, geb. Rosenfeld (1876–1927), einer Schwester von Siegfried Rosenfeld. Nach seinem Tod war sie als Leitende Fürsorgerin in der Berliner Sozialbehörde tätig.

## Werke
- Ueber traumatische Erkrankungen des untersten Rückenmarksabschnitts. Kiel: Peters 1898 (Diss.)

Digitalisat, UB Kiel
- Nierenleiden. Berlin: Vorwärts 1919